# Кубок Брунею з футболу 2022
Кубок Брунею з футболу 2022 — 13-й розіграш кубкового футбольного турніру у Брунеї. Титул вдруге здобув ДПММ.

## Календар
| Раунд          | Дата                              | Матчі | Клуби   |
| -------------- | --------------------------------- | ----- | ------- |
| Груповий раунд | 7 серпня - 30 вересня 2022        | 4     | 32 → 16 |
| 1/8 фіналу     | 1-9/15-16 жовтня 2022             | 16    | 16 → 8  |
| 1/4 фіналу     | 22-23 жовтня/13-15 лтстопада 2022 | 8     | 8 → 4   |
| 1/2 фіналу     | 19/26-27 листопада 2022           | 4     | 4 → 2   |
| Фінал          | 4 грудня 2022                     | 1     | 2 → 1   |

## 1/4 фіналу
| Команда 1                   | Заг. | Команда 2     | 1-й матч | 2-й матч |
| --------------------------- | ---- | ------------- | -------- | -------- |
| 22 жовтня/13 листопада 2022 |      |               |          |          |
| ДПММ                        | 13:1 | Індера        | 5:1      | 8:0      |
| Панчор Мурай                | 0:18 | Касука        | 0:9      | 0:9      |
| 23 жовтня/13 листопада 2022 |      |               |          |          |
| Куала Белайт                | 0:3  | Кота Рейнджер | 0:2      | 0:1      |
| 23 жовтня/15 листопада 2022 |      |               |          |          |
| МС ППДБ                     | 3:4  | МС АБДБ       | 1:3      | 2:1      |

## 1/2 фіналу
| Команда 1            | Заг. | Команда 2     | 1-й матч | 2-й матч |
| -------------------- | ---- | ------------- | -------- | -------- |
| 19/26 листопада 2022 |      |               |          |          |
| МС АБДБ              | 1:3  | Касука        | 0:2      | 1:1      |
| 19/27 листопада 2022 |      |               |          |          |
| ДПММ                 | 3:0  | Кота Рейнджер | 1:0      | 2:0      |

## Фінал
| Команда 1     | Рахунок | Команда 2 |
| ------------- | ------- | --------- |
| 4 грудня 2022 |         |           |
| ДПММ          | 2:1     | Касука    |